# Luxe-Sumberraute
Luxe-Sumberraute é uma comuna francesa na região administrativa da Nova Aquitânia, no departamento dos Pirenéus Atlânticos. Estende-se por uma área de 8,19 km². Em 2010 a comuna tinha 428 habitantes (densidade: 52,3 hab./km²).